# Tachinus pallipes
Tachinus pallipes är en skalbaggsart som först beskrevs av Johann Ludwig Christian Gravenhorst 1806.  Tachinus pallipes ingår i släktet Tachinus, och familjen kortvingar. Arten är reproducerande i Sverige.